# Olympische Sommerspiele 1988/Teilnehmer (Vanuatu)
| Gelbes Symbol für Goldmedaillen mit stilisierten Olympischen Ringen | Graues Symbol für Silbermedaillen mit stilisierten Olympischen Ringen | Braundes Symbol für Bronzemedaillen mit stilisierten Olympischen Ringen |
| ------------------------------------------------------------------- | --------------------------------------------------------------------- | ----------------------------------------------------------------------- |
| —                                                                   | —                                                                     | —                                                                       |

Vanuatu nahm bei den Olympischen Sommerspielen 1988 in Seoul zum ersten Mal an Olympischen Sommerspielen teil. Die Delegation umfasste vier Athleten.

## Teilnehmer nach Sportart

### Boxen
- James Iahuat
Männer, Mittelgewicht (bis 75 kg): 17. Platz

### Leichtathletik
- Olivette Daruhi
Frauen, 100 m: in der 1. Runde ausgeschieden (13,00 s)
Frauen, 200 m: in der 1. Runde ausgeschieden (26,88 s)
- Baptiste Firiam
Männer, 400 m: in der 1. Runde ausgeschieden (51,77 s)
- Jerry Jeremiah
Männer, 100 m: in der 1. Runde ausgeschieden (10,96 s)
Männer, 200 m: in der 1. Runde ausgeschieden (22,01 s)